# Yonval
Yonval és un municipi francès situat al departament del Somme i a la regió dels Alts de França. L'any 2007 tenia 237 habitants.

## Demografia

### Població
El 2007 la població de fet de Yonval era de 237 persones. Hi havia 88 famílies de les quals 16 eren unipersonals (16 dones vivint soles i 16 dones vivint soles), 24 parelles sense fills, 40 parelles amb fills i 8 famílies monoparentals amb fills.
La població ha evolucionat segons el següent gràfic:
Habitants censats

### Habitatges
El 2007 hi havia 91 habitatges, 86 eren l'habitatge principal de la família, 1 era una segona residència i 3 estaven desocupats. 88 eren cases i 2 eren apartaments. Dels 86 habitatges principals, 75 estaven ocupats pels seus propietaris, 8 estaven llogats i ocupats pels llogaters i 3 estaven cedits a títol gratuït; 1 tenia una cambra, 6 en tenien tres, 17 en tenien quatre i 62 en tenien cinc o més. 74 habitatges disposaven pel capbaix d'una plaça de pàrquing. A 26 habitatges hi havia un automòbil i a 57 n'hi havia dos o més.

### Piràmide de població
La piràmide de població per edats i sexe el 2009 era:
| Homes | Edats   | Dones |
| ----- | ------- | ----- |
| 0     | 95 o +  | 1     |
| 0     | 90 a 94 | 0     |
| 2     | 85 a 89 | 0     |
| 0     | 80 a 84 | 0     |
| 3     | 75 a 79 | 3     |
| 4     | 70 a 74 | 4     |
| 4     | 65 a 69 | 4     |
| 5     | 60 a 64 | 3     |
| 6     | 55 a 59 | 5     |
| 8     | 50 a 54 | 8     |
| 10    | 45 a 49 | 7     |
| 5     | 40 a 44 | 5     |
| 9     | 35 a 39 | 11    |
| 9     | 30 a 34 | 9     |
| 7     | 25 a 29 | 10    |
| 2     | 20 a 24 | 5     |
| 7     | 15 a 19 | 6     |
| 9     | 10 a 14 | 7     |
| 11    | 5 a 9   | 9     |
| 8     | 0 a 4   | 6     |

## Economia
El 2007 la població en edat de treballar era de 155 persones, 117 eren actives i 38 eren inactives. De les 117 persones actives 104 estaven ocupades (54 homes i 50 dones) i 13 estaven aturades (7 homes i 6 dones). De les 38 persones inactives 13 estaven jubilades, 16 estaven estudiant i 9 estaven classificades com a «altres inactius».

### Ingressos
El 2009 a Yonval hi havia 89 unitats fiscals que integraven 247,5 persones, la mediana anual d'ingressos fiscals per persona era de 20.221 €.

### Activitats econòmiques
Dels 5 establiments que hi havia el 2007, 2 eren d'empreses de construcció, 1 d'una empresa de serveis, 1 d'una entitat de l'administració pública i 1 d'una empresa classificada com a «altres activitats de serveis».
Dels 2 establiments de servei als particulars que hi havia el 2009, 1 era un paleta i 1 perruqueria.
L'any 2000 a Yonval hi havia 7 explotacions agrícoles.

## Poblacions més properes
El següent diagrama mostra les poblacions més properes.